# نداما

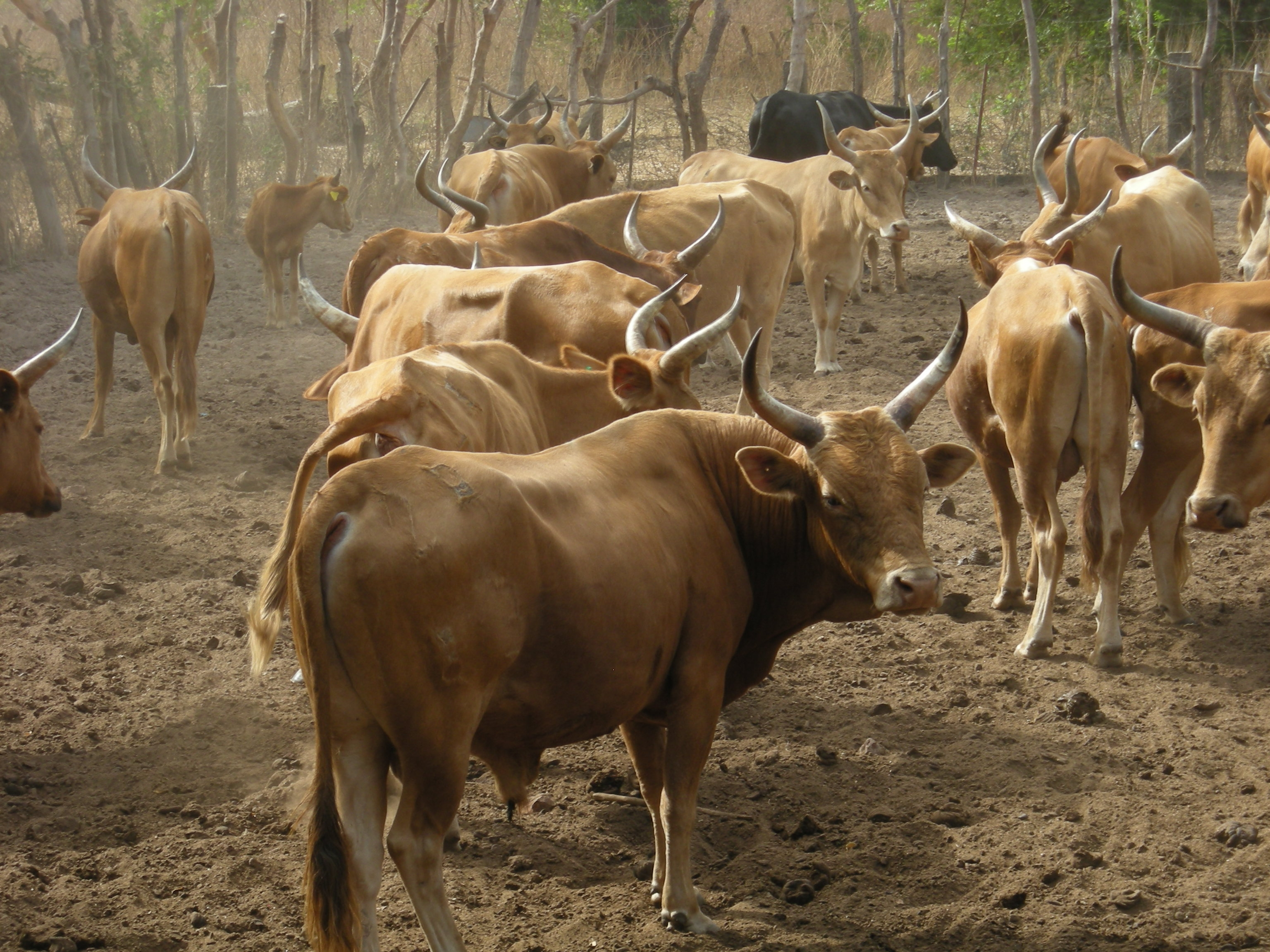
قطيع نداما في غرب إفريقيا

نداما هي سلالة من الماشية من غرب أفريقيا. وتشمل أسمائها الأخرى بوينكا، فوتا جالون، جالونكي، فوتا طويلة القرون، فوتا مالينكي، فوتا، مالينكي، الماندينغو (ليبيريا) ونداما رشيق (السنغال). منشؤها في مرتفعات غينيا، كما أنها موجودة في جنوب السنغال وغينيا بيساو وغامبيا ومالي وساحل العاج وليبيريا ونيجيريا وسيراليون. وهي مقاومة للتريبانوسوما، مما يتيح لها أن تنتشر في مناطق ذبابة التسي تسي.   كما أنها تُظهر مقاومة فائقة للقراد والأمراض التي تنقلها ديدان المعدة Haemonchus contortu. 
يعتقد منذ فترة طويلة أن سلالة سينيبول من أبقار اللحم التي تم تطويرها في جزيرة سانت كروا الكاريبية نشأت من تهجين بين ماشية نداما، تم استيرادها في أواخر القرن التاسع عشر، وماشية ريد بول، ولكنها في الواقع سلالة مختلطة بين التورين الأوروبي (ريد بول) زيبو.

## التكاثر
عمر العجول الأول هو 3.5 سنة في كازامانس العليا وهو أقل قليلاً في كازامانس السفلى والمتوسطة. الفترة الفاصلة بين الولادة هي 16 إلى 17 شهرًا في كازامانس الوسطى والعليا وحوالي 19 شهرًا في كازامانس السفلى مع 80٪ من العجول تحدث في الأشهر الستة الأخيرة من العام. يبلغ معدل الإجهاض من 10 إلى 20٪، مما يترك متوسط معدل عجول 56٪. يتم فطام العجول حوالي 12 شهرًا ويبلغ الإخصاء عند حدوثه حوالي ثلاث سنوات. معدل الوفيات السنوي هو 12 ٪ بشكل عام، مع 30 ٪ للعجول أقل من عام واحد، و 15 ٪ للعجول الذين تتراوح أعمارهم بين سنة واحدة وسنتين، و 5 ٪ للعجول الذين تتراوح أعمارهم بين عامين وثلاثة أعوام، و 2 ٪ للبالغين. 

## التحمل المثقبي لماشيل نداما
يفرض داء المثقبيات عائقًا كبيرًا على تنمية الزراعة الحيوانية في مناطق ذبابة التسي تسي الموبوءة في أفريقيا جنوب الصحراء الكبرى، خاصة في غرب ووسط أفريقيا. أظهر البحث الدولي الذي أجراه المعهد الدولي لبحوث الثروة الحيوانية في نيجيريا وجمهورية الكونغو الديمقراطية وكينيا أن نداما هي السلالة الأكثر مقاومة.   في نيجيريا، أظهرت الأبحاث أن نداما أكثر مقاومة بنسبة أو 25٪ من الماشية نغوني. أثناء البحث في كينيا، أظهر البحث الذي أجرته منظمة كينيا للبحوث الزراعية والحيوانية تشابهًا في تهجين ماشية نداما مع ماشية بوران.   